# Fighting Fantasy
Fighting Fantasy (рус. Боевая фэнтези) — серия ролевых книг-игр для одиночного прохождения, созданная Стивом Джексоном и Яном Ливингстоном и вышедшая впервые в издательстве Puffin («Пуффин»); на текущий момент права принадлежат Wizard Books — «Визард Букс».

## Краткий обзор
Успех серии принесли уже первые семь книг, написанные британскими писателями Стивом Джексоном (Steve Jackson, не путать с американским однофамильцем) и Яном Ливингстоном (Ian Livingstone).
В основную серию входят 59 томов, начиная с The Warlock of Firetop Mountain («Колдун Огненной горы») и заканчивая Curse of the Mummy («Проклятие мумии»), а также четыре части серии Sorcery! («Магия!»), так же написанных Джексоном. Две новые книги Eye of the Dragon («Глаз дракона») и «давно потерянное» приключение Bloodbones («Кровавые кости») были выпущены уже издательством «Визард Букс», и им же подтверждено издание Howl of the Werewolf («Вой вервольфа»).
Книги-игры «Боевой фэнтези» были похожи на другие интерактивные книги, выпускавшиеся в то время, особенно на серию Choose Your Own Adventure («Выбери себе приключение» — издавалась в России): читатель управлял главным героем, выбирая то или иное действие в процессе повествования, и переходил по соответствующим параграфам, чтобы узнать результат. Серия «Боевая фэнтези» выделялась тем, что использовала кубики для ведения боя и принятия решений в различных ситуациях, в отличие, например, от Dungeons & Dragons и других ролевых игр. В этом смысле она была проще.
Действия в «Боевой фэнтези» разделены на маленькие части — параграфы, от небольшого размера до иногда целой страницы. В конце каждого у игрока есть выбор того или иного действия, а также может описываться и сцена смерти. Все параграфы пронумерованы и, где в обычной книге обычно бывает номер страницы, в «Боевой фэнтези» указан диапазон параграфов, как, например, это делают в словарях. Большинство игр серии содержат ровно четыреста параграфов, и развязка представлена в самом последнем. Впрочем, в некоторых выпусках их больше, и концовка находится обычно где-то посередине книги для затруднения её поиска.
Необходимо заметить, что небольшим исключением из правил является минисерия «Магия!» Стива Джексона, где каждая книга является самостоятельным произведением и игроку не требуется что-то знать наперёд. Это к тому, что многие события в «Боевой фэнтези» происходят в одном мире, известном как Титан: в трёх книгах мы имеем дело с магом Загором (например, «Колдун Огненной горы», Return to Firetop Mountain («Возвращение на Огненную гору») и Legend of Zagor («Легенда о Загоре»)), которые желательно читать по порядку, так же как и Deathtrap Dungeon («Смертельное подземелье»), Trial of Champions («Испытание для чемпионов») и Armies of Death («Армии смерти»).
Типичное действие в «Боевой фэнтези» — это «найди а, б и в, чтобы достигнуть г». Обычно есть единственный правильный путь, чтобы найти все предметы (ключи, камни, кольца и информацию) и начать финальную схватку. Последние книги вносят разнообразие в эту формулу, позволяя добиваться успеха различными путями.

## История
В 1980 году Джексон и Ливингстон, на волне успеха Dungeons & Dragons, решили заработать, представив серию книг-игр для одиночного прохождения. Их первой пробой стал The Magic Quest («Волшебное приключение») — короткое повествование, призванное продемонстрировать стиль игр, которые они хотели создавать. Через год «Волшебное приключение» взялось издать Penguin Books «Пенгуин Букс», что послужило отправной точкой для создателей, и через шесть месяцев, расширив и улучшив оригинальную концепцию, появился «Колдун Огненной горы» — первая книга «Боевого фэнтези». Ещё после нескольких переделок, она была принята и напечатана «Пуффин Букс» в рамках детской серии «Пингвин».
Видя успех первой книги, Джексон и Ливингстон приступают к созданию новых игр, но делают это каждый по отдельности, чтобы сэкономить время. В 1983 году Джексон представляет вторую книгу The Citadel of Chaos («Цитадель хаоса»), а Ливингстон третью — The Forest of Doom («Лес судьбы»). Джексон так же выпускает первую книгу с уклоном в жанр фантастики Starship Traveller («Звёздный странник»), а Ливингстон в жанре городских приключений — City of Thieves («Город воров»), а также Deathtrap Dungeon («Смертельное подземелье») и Island of the Lizard King («Остров короля ящеров»). В 1984 году было решено увеличить количество участников проекта, и второй Стив Джексон (тот, что из США) присоединяется к авторам с произведением Scorpion Swamp («Болото скорпионов»), которое было опубликовано в том же году. Вскоре к проекту присоединяются и другие авторы, такие как Эндрю Чепмен (Andrew Chapman), Карл Сарджент (Carl Sargent под псевдонимом Кейт Мартин), Марк Гасконь (Marc Gascoigne, дольше всех являлся редактором серии) и Питер Дарвил-Эванс (Peter Darvill-Evans).
Книги «Болото скорпионов» в 1984 году, Demons of the Deep («Демоны глубины») и Robot Commando («Робоспецназ») в 1986, написаны другим Стивом Джексоном, основателем и владельцем американской компании Steve Jackson Games. Многие игроки ошибочно верят, что оба Стива одно и то же лицо.
У серии были отличные продажи в восьмидесятых, но в начале 90-х они начали падать из-за повсеместного распространения ролевых игр для ПК. Было решено закончить серию книгой под номером пятьдесят — Return to Firetop Mountain («Возвращение на Огненную гору»), однако она неожиданно возымела успех, продаваясь лучше, чем предыдущие, что позволило надеяться на некоторое возвращение «Боевой фэнтези» на прилавки. Как результат — ещё более десяти произведений было написано, но только девять издано, и серия всё-таки завершилась в 1995 году на «Проклятии мумии». Неизданной осталась шестидесятая книга «Кровавые кости» (однако, позднее её выпустило «Визард Букс»). «Боевая фэнтези» от «Пуффин» была закрыта.
В 2002 году «Визард Букс» выкупила права на Fighting Fantasy и отправила множество старых книг в печать, однако, приняв спорное решение изменить порядок и количество их в серии (вначале напечатали вообще только книги от Джексона и Ливингстона) и включив серию «Магия!» в основную. Оригинальные обложки тоже были заменены. Редакция от «Визард Букс» часто критикуется из-за множества ошибок, например: правила из «Огненной горы» были попросту скопированы в другие книги, что привело к расхождениям с текстом, особенно в части провизии и снадобий. Эти проблемы были замечены и в следующих переизданиях — в книге № 24 Talisman of Death («Талисман смерти») эти ошибки есть.
В 2005 году обновлённая серия «Боевая фэнтези» от «Визарда» вышла в свет с книги «Глаз дракона», которая была написана Ливингстоном. В 2006 году появились «Талисман смерти» и «Меч самурая» (Sword of the Samurai), написанные в соавторстве Джеми Томсоном и Марком Смитом (Jamie Thomson, Mark Smith). Это был первый раз, когда «Визард» переиздало работы «вторых» авторов.

### Празднование двадцатипятилетия
В 2007 году вся серия отметила двадцатипятилетний юбилей. Отмечая событие, «Визард» опубликовало специально посвящённый празднику календарь и специальную редакцию «Колдуна Огненной горы» с первоначальной суперобложкой и дополнительными материалами.
Три обычные книги-игры также вышли в 2007 году под авторством Джонатана Грина: «Проклятие мумии» и «Разрушитель заклятий» (Spellbreaker) были переизданы в апреле и июне соответственно. Так же в 2007 году вышла «Вой вервольфа».

## Игровой мир
Главным образом действие книг происходит в геройском фэнтезийном мире под названием Титан (точнее в 46 из 59 книг, изданных «Пуффином», включая серию «Магия!»). Как и прочие игровые вселенные, Титан напоминает средневековую Европу с добавлением магии, монстров и нескольких нечеловеческих рас. Титан состоит из трёх континентов: самый часто встречающийся в серии — Аллансия (Allansia), затем Старый мир (Old World) и Хул (Khul). Вся разрозненная информация о мире, что стала известна из книг, была собрана и издана в виде путеводителя под простым названием «Титан».
Действие «Легенды о Загоре», а также второй и четвёртой части «Хроник Загора» (The Zagor Chonicles) происходит во втором мире, названном Амарилья (Amarillia). Но, так как магические сообщения и путешествия между Амарильей и Титаном возможны, то следует думать, что они находятся в одной вселенной.
Третий фэнтезийный мир, названный Орб (Orb), был представлен в одиннадцатой книге «Талисман смерти». В серии книг Way of the Tiger («Путь тигра») тех же авторов действие также происходит на Орбе.
В значительно меньшей степени вокруг героев научно-фантастическое окружение. По этим книгам нельзя определить, принадлежат ли события в них к одному и тому же миру, а отсутствие каких-либо общих мест, последовательности повествования между книгами, даёт основания утверждать, что перед нами каждый раз новая вселенная. Всего научно-фантастических книг было восемь: «Звёздный странник», «Дорожный боец» (Freeway Fighter), «Космический убийца» (Space Assassin), «Кольца Кетера» (The Rings of Kether), «Повстанческая планета» (Rebel Planet), «Робоспецназ» (Robot Commando), «Звёздный бродяга» (Star Strider) и «Небесный лорд» (Sky Lord).
В Appointment with F.E.A.R. («Свидание со С.Т.Р.А.Х.ом») игрок становится супергероем в вымышленном городе Титан-сити (скорее всего названным по имени одноимённого мира). Здесь опять делается ответвление от основного фэнтезийного окружения.
House of Hell («Адский дом») — единственная игра, где местом действия является современная Земля. Книга вызвала множество споров, так как сюжет основан на теме оккультизма и сатанизма.

## Система игры
Система игры в «Боевой фэнтези» во многом совпадает с механикой ролевых игр, таких как Dungeons & Dragons или Lone Wolf, но она значительно упрощена. Характеристики игрока в большинстве книг представлены тремя значениями: Сила, Ловкость и Удача, которые в процессе игры произвольно меняются от броска кубика по сравнению с изначальными.
Всегда, когда игрок вступает в бой, характеристики врага указаны в тексте. Игрок бросает два кубика (шестигранные) и добавляет выпавшее значение к своей ловкости, то же самое делается и для оппонента. У которого бойца получилось значение больше, тот и выигрывает, при этом у проигравшего вычитается две единицы силы. Так же в процессе боя бывает предложено проверить удачу, что может увеличить или уменьшить повреждения от удара. Этот процесс продолжается до тех пор, пока у одного из участников сила не будет равна нулю.
Проверить удачу в игре бывает предложено не только в битве, но и в других местах по сюжету. Игрок кидает два кубика и сравнивает выпавшую сумму со своим значением удачи. Если на кубиках число меньше, то вы удачливы, если же нет, то дальнейшие последствия для персонажа могут быть плачевными. Каждый раз после проверки, очки удачливости уменьшаются на 1 пункт, так что игроку в следующий раз будет сложнее надеяться на удачу и следует искать возможность её повысить. Впрочем, вполне может быть, что есть путь, благодаря которому судьбу испытывать не придётся, и очки сохранятся для следующего случая.
Некоторые книги содержат дополнительные характеристики, например, в «Мече самурая» они дополнены Честью, или в Beneath Nightmare Castle («Подземелье кошмарного замка») используется Сила воли. Другие книги позволяют игроку выбор из списка способностей, например заклинаний в «Цитадели хаоса» и в Temple of Terror («Храм ужаса»), или специальных умений в Moonrunner («Лунатик») или суперэнергию в «Свидании со С.Т.Р.А.Х.ом».
В некоторых играх бывает бой на различных механизмах (например, в «Звёздном страннике» и «Дорожном бойце», прочем, он выглядит так же как и рукопашный) и всякие научно-фантастических штучки могут влиять на его форму и результат.
В Siege of Sardath у героя есть лук. Иногда перед боем он может (если это указано) стрелять во врага одной или двумя из своих шести стрел, чтобы убить или, по крайней мере, ослабить врага издалека.
В серии «Магия!» впервые изображение игральных кубиков было нарисовано внизу страницы, что позволяло отказаться от их реальных прототипов. Для получения результата необходимо открыть любую страницу. Все книги изданные «Визард Букс» уже содержат такие изображения.

## Форма издания
Книги-игры «Боевой фэнтези» выходили во множестве форматов. Три разных дизайна использовались «Пуффин» при публикации оригинальной серии. На каждой книге внизу был напечатан номер книги в серии в виде цветной звёздочки с цифрой. Передний и задний форзац был выполнен в том же цвете, что и фон звезды и менялся от книги к книге. Такое исполнение применялось для первых семи выпусков. Второй дизайн использовал зелёную полоску сверху обложки, содержащую надпись Adventure Gamebooks и номер книги; также был напечатан на обложке и логотип «Боевого фэнтези». Форзацы всегда были выполнены в светло-зелёном цвете. Такой дизайн использовался вплоть до 24-го выпуска. В последнем варианте на обложке вверху был нарисован прямоугольник с восседающим на нём золотым драконом. В этот же прямоугольник было вписано имя автора. Задний форзац остался светло-зелёными, а цвет переднего менялся в зависимости от книги. Такой вариант сохранился до окончания серии от издательства «Пуффин». Переиздания ранних книг выходили в позднейшем исполнении на тот момент.
На томах с последним дизайном номер книги изображался сначала на лицевой и задней стороне обложки, пока совсем не исчез с неё. После этого он стал печататься на форзацах. Имя автора до 51-й книги было выполнено бронзовым тиснением, а после стало просто чёрным. Первые две книги «Колдун Огненной горы» и «Цитадель хаоса» получили новые иллюстрации при выходе во втором и последнем издании от «Пуффина».
Книги-игры переизданные «Визард Букс» включают в себя новый дизайн обложки, новый логотип и новые иллюстрации (хотя «Свидание со С.Т.Р.А.Х.ом» и «Проклятие мумии» содержат оригинальные иллюстрации). Новые обложки были необходимы, так как старые не выглядели современно, что могло отпугнуть потенциальных покупателей.
Современное издание вышло в США с обложками от Делла и Лоурела Лифа (Dell Leaf, Laurel Leaf) и иллюстрациями Ричарда Корбена (Richard Corben).
На обложке не указаны создатели книг, вместо этого там фраза «Стив Джексон и Ян Ливингстон представляют», а имя авторов написано на титульном листе.

## Иллюстрации
Все книги-игры проиллюстрированы большим количеством картинок. Рисунки на обложках в оригинальном издании сыграли большую роль в популяризации серии. Джексон и Ливингстон сами отбирали изображения для каждой книги.
Книги-игры имеют два вида иллюстраций внутри: полноразмерные рисунки, отображающие действие в одном из параграфов на текущей странице или на обороте, и маленькие, раскиданные по всей книге, служащие для отделения частей друг от друга или для нужд форматирования текста. Полноразмерные иллюстрации, как правило, применялись для наиболее интересных или ключевых параграфов в повествовании, а малые обычно изображались в виде черепов, мечей, монстров или сокровищ. Каждый набор всегда был нарисован одним и тем же художником.
Многие иллюстраторы оформили по нескольку книг: Лэс Эдвардс и Терри Оакс (Les Edwards, Terry Oakes) создали по 11 и 12 обложек соответственно, Расс Николсон (Russ Nicholson)нарисовал внутреннее оформление для 13 книг, а Лео Хартас (Leo Hartas) создал 18 карт.

## Книги-компаньоны
Несколько книг было издано в дополнение к основной серии, из них самая успешная «Магия!», опубликованная в 1983-85 годах и включающая The Shamutanti Hills («Холмы Шамутанты»), Kharé — Cityport of Traps, The Seven Serpents («Семь змей») и The Crown of Kings («Корона царей»). Серия была названа Fighting Fantasy for adults («Боевое фэнтези для взрослых») и представляла собой длинное и более полное повествование в отличие от других книг, и только она была разделена на тома.

### Ролевые игры
В 1984 году Джексон выпускает путеводитель для многопользовательской игры, использующей мир и правила «Боевой фэнтези». Книга так и была названа — Fighting Fantasy. В 1985 году был издан полный бестиарий «Боевой фэнтези» — Out of the Pit, который годом позже начинает сопровождаться приключением для многопользовательской игры. The Ridding River («Грохочущая река») представляла собой полную энциклопедию по миру «Боевой фэнтези» и была озаглавлена «Титан». В 1989 году вышла вторая редакция многопользовательской системы, получившая имя Advanced Fighting Fantasy. Три изданные книги использовали эту систему: Dungeoneer, Blacksand! и Allansia — все из-под пера Марка Гасконя и Пита Тамлина (Pete Tamlyn). Out of the Pit и «Титан» были подправлены для новой редакции и переизданы.

### Прочие продукты
По миру «Боевой фэнтези» было издано семь романов. Они представляют собой обычные книги: The Trolltooth Wars («Войны Тролльтуза»), Demonstealer («Похититель демонов») и Shadowmaster («Маг теней»). В 1993 году выходит четвёртый том, названный The Zagor Chronicles («Хроники Загора»), о популярном злодее из «Колдуна Огненной горы» и её продолжений.
Clash of the Princes («Столкновение принцев») — это пара книг, созданных для игры или чтения двумя людьми одновременно как противниками (хотя, каждая могла быть прочитана и самостоятельно). В двупользовательской игре каждому читателю время от времени необходимо прочитать указание в общей части для обеих книг и сделать выбор, который мог повлиять на то, что случится с другим игроком, а последний, в свою очередь, должен был ответить соответственно своей инструкции.
Прочие побочные продукты представляют собой разномастные промокниги, календари (Fighting Fantasy 10th Anniversary Yearbook — календарь со статьями, заметками и изображением книг на фоне дней) и коробочками с набором кубиков и таблицами характеристик. Games Workshop выпускал маленьких 54 мм пластиковых моделей воинов. «Пуффин Букс» издавало журнал Warlock (всего было выпущено 13 номеров). В каждом номере представлялась новая книга: давался её обзор, описывались новые монстры, правила. Помимо этого, журнал включал в себя комикс. Редакторами являлись как сам Ливингстон, так и Стив Вильямс и Марк Гасконь. Удивительно, но в Японии Warlock выпускается по лицензии и по сей день.

## В других форматах
В 1984 году несколько видеоигр были выпущены для Commodore 64, Amstrad, BBC, и Sinclair ZX Spectrum. Они были основаны на книгах, таких как «Колдун огненной горы», «Цитадель хаоса», «Лес судьбы», «Храм ужаса», «Моря крови», «Свидание со С.Т.Р.А.Х.ом» и «Повстанческая планета».
В 1985 году Стив Джексон создал иллюстрированную книгу с названием Tasks of Tantalon («Задачи Танталона»), где игроку предлагалось собрать серию пазлов от волшебника Танталона.
В 1986 году GameWorkshop представил первую настольную игру по «Колдуну Огненной горы», а в 1993 году — вторую по роману «Легенды о Загоре».
В 1998 году Eidos Interactive выпустила видеоигру Deathtrap Dungeon для PC и Playstation.
5 декабря 2006 года Стив Джексон и Ян Ливингстон анонсировали новую серию игр, основанных на «Боевой фэнтези», для Nintendo DS и Sony PSP.
С 31 августа 2016 в стиме доступна компьютерная версия игры «The Warlock of Firetop Mountain» , есть версии и для других платформ.

## Заключение
Серия «Боевое фэнтези» популяризировало игровую механику с использованием кубиков: элемент неожиданности добавлял неопределённость в процесс, что увеличивало удовольствие от игры. Множество других изданий стали воспроизводить стиль «Боевой фэнтези», но с добавлением множественности путей решения: «Одинокий волк» Джо Дэвера (Joe Dever) добился почти такого же успеха как и «Боевое фэнтези». Фраза «Боевое фэнтези» в своё время использовалась как синоним всех одиночных ролевых книг-игр, например, и сейчас под этим описанием на eBay продаётся множество наименований книг. «Боевое фэнтези» и другие книги-игры для многих явились воротами в мир РПГ.
Несмотря на это, «Боевое фэнтези» не был первопроходцем жанра. Формат книги-игры сначала был замечен в серии приключений, выпущенных для ролевой игры Tunnels and Trolls («Туннели и тролли»), первыми из которых был «Buffalo Castle».